# Anton Kurth
Anton Kurth ist ein deutscher Synchronsprecher und Hörspielsprecher. Das Hörspiel Container-Paul, in dem er 2011 als Moritz mitwirkte, gewann 2012 den Kinderhörspielpreis des MDR.

## Sprecherrollen

### Filme
- Kater Findus in Kuddelmuddel bei Pettersson & Findus, 2007[2]
- Tarrlok und Scoochy in Die Legende von Korra, 2012[3]

### Fernsehserien
- Max Clayton in der Episode „Entführt“ von Fringe – Grenzfälle des FBI (Staffel 3)[3]
- SamSam in SamSam[4]
- Brick Heck in The Middle, 2009–2018[3]

### Hörspiele
- Der Sandelf, nach der Erzählung von Edith Nesbit, 2009[5]
- Australien, ich komme von Thilo Reffert, 2010[6]
- Nathanel (als 6-jähriger) in Bartimäus – Das Amulett von Samarkand von Jonathan Stroud (SWR)/Random House Audio, 2011[7][8]
- Moritz in Container-Paule, 2011[9]
- Michael in Emerald nach John Stephens, 2012[10]
- Riccio in Herr der Diebe (1. Teil: Das Sternenversteck, 2. Teil:  Der Flügel des Löwen,  3. Teil: Das geheimnisvolle Karussell) nach Cornelia Funke, 2014[11][12][13]